# نوینگتن (ویرجینیا)
نوینگتن (به انگلیسی: Newington) یک منطقهٔ مسکونی در ایالات متحده آمریکا است که در شهرستان فرفکس، ویرجینیا واقع شده‌است. نوینگتن ۱۱٫۹ کیلومتر مربع مساحت و ۱۲٬۹۴۳ نفر جمعیت دارد و ۳۳ متر بالاتر از سطح دریا واقع شده‌است.